# Гражданин X (фильм, 2019)
«Гражданин X» — документальный фильм 2019 года о Михаиле Ходорковском сценариста и режиссёра Алекса Гибни. Это фильм о постсоветской России с участием Ходорковского, Антона Дреля, Марии Логан, Алексея Навального, Татьяны Лысовой, Леонида Невзлина, бывшего директора НТВ Игоря Малашенко и Дерек Сауэр.
«Гражданин X» финансировался компанией Amazon. Мировая премьера фильма состоялась на Венецианском кинофестивале и он был частью официального отбора на Венецианском кинофестивале, Кинофестивале в Торонто и Лондонском кинофестивале.

## Отзывы
Фильм получил в целом положительные отзывы критиков. По состоянию на август 2020 года, 95 % из 58 отзывов, показанных на Rotten Tomatoes, положительны и имеют средний балл 7,74 / 10. Консенсус критиков веб-сайта гласит: «Гражданин X демонстрирует, что документалист Алекс Гибни направляет свой взгляд на постсоветскую Россию, и это даёт захватывающие — и тревожные — результаты». Гибни был номинирован на 72-ю премию Гильдии сценаристов Америки за лучший документальный сценарий, уступив награду своему фильму «Изобретатель: Жажда крови в Силиконовой долине».